# Lugnaquilla
De Lugnaquilla (Iers: Log na Coille) is met 925 m. (3035 ft.) de hoogste berg van de Wicklow Mountains in het zuidoosten van Ierland.
"Lug", zoals de berg liefkozend wordt genoemd, is daarmee ook de hoogste berg van Leinster en de hoogste berg van Ierland buiten de Macgillycuddy's Reeks en Mount Brandon. Op dagen met goed zicht is vanaf de top de overkant van de Ierse Zee zichtbaar, meer in het bijzonder het schiereiland Llŷn en de bergen van Snowdonia in Wales.
Gezien de nabijheid van Dublin is de Lugnaquilla een vaak beklommen berg.
De rivier Slaney ontspringt op de flanken van de Lugnaquilla.